# لئونارد پترشون
لئونارد پترشون (انگلیسی: Leonard Peterson; ۳۰ اکتبر ۱۸۸۵ – ۱۵ آوریل ۱۹۵۶) ژیمناست هنری اهل سوئد بود.